# Millennium Falcon
Chiếc Millennium Falcon là một phi thuyền vũ trụ giả tưởng xuất hiện trong thương hiệu Star Wars. Chiếc phi thuyền thuộc dòng chuyên chở hàng hóa hạng nhẹ và thường do tên buôn lậu người Corellia Han Solo (Harrison Ford) cùng người bạn Wookiee Chewbacca (Peter Mayhew) của anh điều khiển. Được thiết kế bởi Liên đoàn Kỹ sư Corellia (CEC), chiếc YT-1300 này rất bền, và được coi là phi thuyền có tốc độ bay nhanh thứ hai trong cốt truyện Star War chính thống.
Chiếc Millennium Falcon xuất hiện lần đầu tiên trong bộ ba phim Star Wars gốc, bao gồm Niềm hi vọng mới (1977), Đế chế phản công (1980), Sự trở lại của Jedi (1983), sau đó là bộ ba phim hậu truyện, Star Wars: Thần lực thức tỉnh (2015), Star Wars: Jedi cuối cùng (2017), và phần phim ngoại truyện Solo: Star Wars ngoại truyện (2018). Chiếc phi thuyền cũng có một màn xuất hiện thoáng qua trong phần phim Sự báo thù của người Sith (2005), ở phân cảnh nó bay vào Tòa Thượng Nghị viện trên hành tinh Coruscant. Ngoài ra, chiếc Falcon cũng xuất hiện trong nhiều tác phẩm thuộc vũ trụ Star Wars mở rộng, bao gồm các tiểu thuyết, truyện tranh và trò chơi điện tử, trong đó có cuốn tiểu thuyết Millennium Falcon của James Luceno là tác phẩm có nội dung tập trung toàn bộ vào chiếc phi thuyền này. Millennium Falcon cũng góp mặt trong phim hoạt hình Bộ phim Lego năm 2014 dưới dạng mô hình Lego, với hai diễn viên Billy Dee Williams và Anthony Daniels trở lại tham gia lồng tiếng cho nhân vật Lando Calrissian và C-3PO, và Keith Ferguson lồng tiếng cho nhân vật Han Solo.